# Apogon gularis
Apogon gularis är en fiskart som beskrevs av John Fraser och Lachner, 1984. Apogon gularis ingår i släktet Apogon och familjen Apogonidae. Inga underarter finns listade i Catalogue of Life.